# Frédéric Pottecher
Frédéric Hughes Pottecher (Bussang, Vosges, 11 de juny de 1905 - París, 13 de novembre de 2001) va ser un actor, guionista, cronista judicial, escriptor i oposat a la pena de mort francès. Va cobrir tots els grans judicis del segle XXX.

## Biografia
La seva família era originària de Fontenoy-le-Château. El seu besavi, Antoine Benjamin Pottecher, era un serraller que va comprar una forja a Bussang, on va implantar una fàbrica de coberts seguint el model de les de la vall del Côney. És el quart fill de Georges Pottecher, responsable industrial de la fàbrica, i de Germaine Wapler.
Va estudiar a l'École alsacienne, a la Facultat de dret de París, i després a l'École libre des sciences politiques.
Es va casar dos cops. El primer amb Sonia Rapoport-Kreinine de qui es quedà vidu, el 27 d'agost de 1965 es va casar amb Andrée Jazotte.
Frédéric Pottecher vivia al cor de París, rue de Valois al 1r districte. Va morir a l'Hôtel-Dieu de Paris en 2001. Tenia 96 anys.

## Teatre i cinema
El seu oncle Maurice Pottecher havia fundat el Théâtre du Peuple en 1895, un nou concepte on actuaven actors professionals i aficionats al mateix escenari. El jove Frédéric es barreja de jove amb el fascinant món d'autors i actors. És temptat per una carrera d'actor. Des del 1927 fins al 1930, va ser un actor de la companyia dels Pitoëff que va conèixer a Bussang.
Frédéric Pottecher va fer d'ell mateix a la pel·lícula Les Bonnes Causes de Christian-Jaque el 1962. Va escriure el guió del telefilm L'Affaire Marie Besnard, treball que li va valdre el 7 d'or com a millor autor el 1986.
Tonie Marshall li donarà el seu darrer paper a l'actor a la pel·lícula Pentimento realitzada el 1989.

## Periodisme
De 1931 a 1938 va ser redactor a la publicació Comœdia, revista consagrada a l'actualitat teatral. El 1931 treballa a L'Œuvre de Henri Raud. El 1938 i 1939 és redactor a Paris Soir.
També fou editorialista a Radio-Levant de Beirut durant els anys de la guerra 1943 i 1944.
Fou el 1945 quan debuta com a cronista judicial de la Radiodiffusion Française, que esdevindrà Radiodiffusion-Télévision Française el 1949. El seu promer gran reportatge judicial el va realitzar durant el judici a Philippe Pétain.
Va fer els seus primers passos a la televisió el 1957 i, l'any següent, va esdevenir president i des del 1966, president honorari de l'Associació de la Premsa Judicial. També es converteix en president del Sindicat Nacional de Periodistes Judicials. Del 1969 al 1978 va dirigir les cròniques judicials d'Europa n.1. Cobrirà tots els assumptes importants de la segona meitat del segle, inclòs el judici d'Adolf Eichmann, la investigació de l'assassinat del president dels Estats Units John Kennedy, el procés de Christian Ranucci, l'afer Patrick Henry. Defensa eloqüentment el seu punt de vista i utilitza la seva experiència com a còmic per donar veu als protagonistes dels afers que ell relata. Des del 1963 va realitzar una sèrie de programes de televisió sobre presons, alcoholisme, hospitals, etc.

## Obres de Frédéric Pottecher
- Grand Procès. Powers, Adams, Eichmann, éd. Arthaud 1964
- Grand procès Dallas, l'affaire Ruby, éd. Arthaud 1965
- L'Affaire Ruby nouvelle préface et nouvelle postface, éd. cercle du bibliophile, 1971
- Dallas, les causes célèbres éd. L'inconnu, 1971
- Histoire du théâtre du peuple éd, 1975
- À voix haute. Mémoires éd. Jean-Claude Lattès, 1977
- Le Procès de Pétain, éd. Jean-Claude Lattès, 1980
- Les Grands procès de l'histoire, trois tomes, ed. Fayard, 1980-1982
- Circonstances atténuantes ; éd. Fayard, 1983
- Le Procès de la défaite, Riom février à avril 1942 éd. Fayard, 1989
- Un siècle de passions au théâtre du peuple de Bussang, éd. Gérard Louis, 1985

## Actor
- 1989: Pentimento, de Tonie Marshall (Étienne)[3]
- 1987: Monsieur Benjamin (TV), de Marie-Hélène Rebois (el metge)[3]
- 1986: Léon Blum à l'échelle humaine (TV), de Pierre Bourgeade i Jacques Rutman[3]
- 1977: Le couple témoin de William Klein[3]
- 1963: Les bonnes causes, de Christian-Jaque (el cronista judicial)[3]

## Guionista
- 1987: Monsieur Benjamin (TV), de Marie-Hélène Rebois
- 1986: L'affaire Marie Besnard (TV), d'Yves-André Hubert
- 1976: Messieurs les jurés: L'Affaire Cleurie, de Jacques Krier

## Premis
- Oficial de la Legió d'Honor.
- Comanador de l'Orde de les Arts i de les Lletres.
- Medalla d'argent del Reconeixement Francès
- Homenatge de Catherine Tasca a Frédéric Pottecher el 13 de novembre 2001. Text del comunicat